# گروزکا
گروزکا (به لهستانی:  Gruzka) یک روستا در لهستان است که در گمینا کلشچله واقع شده‌است.